# Braque Dupuy
Le braque Dupuy est une race de chien française, disparue. Élevés pour la chasse, les chiens de cette race sont connus pour être rapide, surtout dans les courses en plaine.

## Historique
Le perfectionnement du chien de chasse hors vue est probablement une tradition celtique et plus particulièrement gauloise. La race a été créée dans le Poitou au XIXe siècle par Omer et Narcisse Dupuy, par croisement de  lévriers et braques français. La race a toujours été rare et n'était pas très connue en dehors de la France. Elle a disparu dans sa forme originale vers les années 1940.

## Standard
Le Braque Dupuy avait une tête longue et effilée et un aspect généralement racé, rappelant celui d'un lévrier ; c'était la plus grande des races de braques françaises, mesurant 65 à 69 centimètres, elle était majoritairement blanche avec des marques brun foncé et avait une queue non coupée. Le poil est fin mais n'est pas brillant.
Le Braque Dupuy tients également en grande partie du Pointer anglais avec lequel il a été croisé,

## Caractère et qualités
Grâce à son odorat puissant, ce chien est utile pour la chasse. Il évente le gibier de loin. De plus, c'est un chien résistant aux intempéries telles que la chaleur. En chasse, il prend naturellement l'allure du trot.